# Wiler Nachrichten
Die Wiler Nachrichten sind eine regionale Gratis-Wochenzeitung aus Wil SG in der Schweiz. Sie erscheinen einmal wöchentlich, jeweils am Donnerstag, in Stadt und Region Wil, im Südthurgau, Toggenburg, in Uzwil und Flawil.
Die Wiler Nachrichten haben in vier Splits eine verbreitete Auflage von 65'756 (Vj. 65'104) Exemplaren und eine Reichweite von 87'000 (Vj. 88'000) Lesern (WEMF MACH Basic 2018-II).
Chefredaktor ist Lui Eigenmann, Geschäftsführer Marcello Tassone.
Die Wiler Nachrichten sind die reichweitenstärkste Zeitung des Verlags Swiss Regiomedia AG in Baar ZG, der in der ganzen Deutschschweiz 23 weitere Wochenzeitungen herausgibt, darunter die Winterthurer Zeitung, die St. Galler Nachrichten, die Luzerner Rundschau und die Aarauer Nachrichten. Der Verlag (damals Zehnder Regiomedia AG, Wil SG) wurde zusammen mit der ebenfalls der Familie Zehnder gehörenden Zuger Woche AG, die die Zuger Woche herausgibt, im August 2017 rückwirkend auf den 1. Januar 2017 von der BaZ Holding AG (heute: Zeitungshaus AG) übernommen, der bis zu deren Übernahme durch Tamedia auch die Basler Zeitung Medien mit der Basler Zeitung gehörten.